# Ричардсон, Марк (легкоатлет)
Марк Ричардсон (англ. Mark Richardson; род. 26 июля 1972, Слау, Великобритания) — британский легкоатлет, олимпийский медалист.

## Биография
Выступал за Великобританию на летних Олимпийских играх 1996 года в Атланте, США, в эстафете 4х400 метров, где вместе со своими товарищами по команде Айваном Томасом, Джейми Баулчем и Роджером Блэком завоевал серебряную медаль. Эта команда установила рекорд Великобритании.
На чемпионате мира 1997 года в Афинах Ричардсон пробежал якорный этап для Великобритании в эстафете 4×400 м, завоевав серебряную медаль. 7 января 2010 года было объявлено, что золотая медаль будет присуждена сборной Великобритании на чемпионате мира 1997 года в эстафете 4×400 м; они были обыграны командой США, в которую входил Антонио Петтигрю, но тот признался в 2008 году в употреблении наркотиков, повышающих производительность.
Представлял Англию и завоевал двойное серебро в беге на 400 метров и эстафете 4х400 метров на Играх Содружества 1998 года в Куала-Лумпуре, Малайзия.